# Le cose cambiano (Delta V)
Le cose cambiano è il quarto album dei Delta V, e ultimo album di studio pubblicato con Ricordi BMG. La parte vocale è di nuovo affidata a Gi Kalweit, che già aveva cantato nel disco precedente, mentre Carlo oltre alla musica si occupa anche della scrittura dei testi. A Flavio il ruolo di produttore artistico dell'album.

## Tracce
1. La costruzione di un errore
2. Prendila così
3. Il senso falsato di un mondo migliore
4. Mani chiuse
5. In picchiata
6. L'alba ogni mattina
7. Frammenti
8. Via da qui
9. Se mi senti
10. Moto d'insoddisfazione personale
11. Due giorni
12. La costruzione moonbase rmx
13. In picchiata (Home Sweet Home) + Comunicazione interrotta

## Singoli
- Prendila così
- Via da qui

## Crediti
- Testi e musica di Bertotti tranne:
  - La costruzione di un errore (Bertotti-Gurian-Ferri)
  - Prendila così (Mogol-Battisti)
  - Mani chiuse (Bertotti-Ferri)
  - Due giorni (Bertotti-Gurian-Lenzi)
- Gi Kalweit: voce
- Carlo Bertotti: chitarra acustica, tastiere, Fender Rhodes, programmazione, voce
- Flavio Ferri: programmazione, theremin, synth
- Cesarone: basso
- Carlo Bosco: pianoforte
- Mao Granata: batteria
- Marco Trentacoste: chitarra
- Enrico Ferraresi: batteria
- Fefo Forconi: chitarra
- Alice Ricciardi: cori
- Jara Grieco: cori
- Riccardo Tonco: cori

## Recensioni
- CityNewsMag [collegamento interrotto], su www2.unicatt.it.
- Cleto Romantini [collegamento interrotto], su cletoromantini.splinder.com.
- DeBaser: Recensioni scritte da chi vuole, su debaser.it.
- MusicaItaliana.com, su rockol.it. URL consultato il 21 settembre 2007 (archiviato dall'url originale il 25 marzo 2008).
- Newsic.it. URL consultato il 21 settembre 2007 (archiviato dall'url originale il 28 dicembre 2005).
- Rockit.it[collegamento interrotto].